# MacKenzie Scott
 Ikke at forveksle med Scott MacKenzie.
MacKenzie Scott (født 7. april 1970), født Tuttle, tidligere Bezos, er en amerikansk romanforfatter og filantrop. Hun er kendt for sit engagement i Amazon såvel som sit nu opløste ægteskab med Jeff Bezos. Scott er den tredje-rigeste kvinde i USA og den 21.-rigeste person i verden.
I november 2021 havde hun en nettoværdi på 62,2 milliarder dollars på grund af en ejerandel på 4% i Amazon. Scott blev kåret som en af verdens mest magtfulde kvinder af Forbes i 2021 og en af Time's 100 mest indflydelsesrige mennesker i 2020.
I 2006 vandt Scott en amerikansk bogpris for sin debutroman fra 2005, The Testing of Luther Albright. Hendes anden roman, Traps, udkom i 2013.
Hun har været administrerende direktør for Bystander Revolution, en antimobbeorganisation, siden hun grundlagde den i 2014.
Som underskriver af Giving Pledge er Scott forpligtet til at give mindst halvdelen af sin rigdom til velgørenhed, og derfor donerede Scott 5,8 milliarder dollars i velgørende gaver i 2020. Det er et af de største bidrag fra en privatperson til velgørende organisationer på et år. Hun donerede yderligere 2,7 milliarder dollars i 2021.

## Tidligt liv og uddannelse
MacKenzie Scott Tuttle blev født den 7. april 1970 i San Francisco, Californien. Hun hævder at være begyndt at skrive i en alder af 6 år, da hun skrev Bogormen, en 142 sider lang bog, som blev ødelagt i en oversvømmelse.
I 1988 dimitterede hun fra Hotchkiss School i Lakeville, Connecticut.
I 1992 opnåede Scott sin bachelorgrad i engelsk ved Princeton University, hvor hun studerede under Nobelpristageren i litteratur Toni Morrison, som beskrev Scott som "en af de bedste studerende, jeg nogensinde har haft i mine kreative skriveklasser". Hun arbejdede også som forskningsassistent for Morrison i forbindelse med romanen Jazz fra 1992.

## Karriere

### Litterær karriere
I 2005 skrev Scott sin debutroman, The Testing of Luther Albright, som hun vandt en American Book Award for i 2006. Hun sagde, at det tog hende 10 år at skrive den, da hun hjalp Bezos med at bygge Amazon, fødte tre børn og opdragede dem. Toni Morrison anmeldte bogen som "en sjældenhed: en sofistikeret roman, der knuser og svulmer hjertet". Hendes anden roman, Traps, udkom i 2013.

### Amazon
I 1993 blev Scott og Bezos gift, og i 1994 forlod de begge D.E. Shaw, flyttede til Seattle og startede Amazon. Scott var en af Amazons første ansatte og var stærkt involveret i Amazons tidlige dage, hvor hun arbejdede på virksomhedens brand, forretningsplan, konti og forsendelse af ordrer . Hun forhandlede også virksomhedens første fragtkontrakt. Da Amazon begyndte at få succes, blev hun mindre involveret i virksomheden og foretrak at fokusere på sin familie og litterære karriere.

## Personlige liv
Scott var fra 1993 til 2019 gift med Jeff Bezos, grundlægger af Amazon og Blue Origin. Hun mødte ham, mens hun arbejdede som hans assistent hos D.E. Shaw i 1992. Efter tre måneders dating i New York giftede de sig og flyttede til Seattle, Washington i 1994.
Parret har fire børn: tre sønner og en datter. Deres datter er adopteret fra Kina. 
Deres skilsmisse i 2019 efterlod Scott med 35,6 milliarder dollars i Amazon-aktier, mens hendes tidligere mand beholdte 75% af parrets Amazon-aktier. Scott blev den tredjerigeste kvinde i verden og en af de rigeste mennesker samlet set i april 2019. I juli 2020 blev Scott rangeret som den 22.-rigeste person i verden af Forbes med en nettoværdi anslået til $36 milliarder. I september 2020 blev Scott kåret som verdens rigeste kvinde, og i december 2020 blev hendes nettoværdi anslået til $62 milliarder .
Efter sin skilsmisse fra Jeff Bezos ændrede Mackenzie sit efternavn fra Bezos til Scott.
Hun er nu gift med gymnastiklæreren Dan Jewett. Ægteskabet blev afsløret i Jewett's Giving Pledge-brev udsendt den 6. marts 2021.

## Filantropi
I maj 2019 underskrev Scott en velgørende kampagne ved navn Giving Pledge, hvor hun forpligtede sig til at give det meste af sin rigdom væk til velgørenhed i løbet af sin levetid eller i sit testamente. På trods af dets navn er løftet ikke juridisk bindende.
I et Medium- indlæg i juli 2020 meddelte Scott, at hun havde doneret $1,7 milliarder til 116 non-profit organisationer med fokus på racelighed, LGBTQ+ -lighed, demokrati og klimaændringer. Hendes gaver til HBCU'er, latinamerikanske institutioner, tribal colleges og universiteter og andre colleges overstiger 800 millioner dollars.  
I december 2020, mindre end seks måneder senere, udtalte Scott, at hun havde doneret yderligere 4,15 milliarder dollars i de foregående fire måneder til 384 organisationer med fokus på at yde støtte til mennesker, der er berørt af den økonomiske virkning af COVID-19-pandemien og for at adressere langsigtede systemiske uligheder. Hun sagde, at hun efter juli ønskede, at hendes rådgivende team skulle give hendes rigdom væk hurtigere, da USA kæmpede med COVID-19, mens milliardærernes rigdom fortsatte med at stige. Hendes teams fokus var på at identificere organisationer med stærke lederteams og resultater, med særlig opmærksomhed på dem, der opererer i samfund, der står over for høj forventet fødevareusikkerhed, høje mål for racemæssig ulighed, høje lokale fattigdomsrater og lav adgang til filantropisk kapital..
Scotts velgørende gaver beløb sig i 2020 til 5,8 milliarder dollars, hvilket er en af de største årlige uddelinger fra en privatperson til velgørende organisationer.
Forbes rapporterede, at Scott donerede 8,5 milliarder dollars på tværs af 780 organisationer på et år (juli 2020 til juli 2021). Efter at have talt med ti nonprofitorganisationer, der modtog donationer, rapporterede Forbes, at "den ubegrænsede og i sidste ende mere tillidsfulde karakter af Scotts filantropi er undtagelsen, ikke normen i deres verden".
En artikel i New York Times bemærkede, at "Ms. Scott har vendt traditionel filantropi på hovedet... ved at udbetale sine penge hurtigt og uden meget tumult, har Ms. Scott skubbet fokus væk fra giveren og over på de nonprofitorganisationer, hun forsøger at hjælpe".
Scott har sagt, at hun tror på, at "hold med erfaring i udfordringernes frontlinje bedst vil vide, hvordan de skal bruge pengene".

## Bøger og essays
- The Testing of Luther Albright. Fourth Estate. 2005. ISBN 978-0-00-719287-8.[36]
- Traps. Knopf. 2013. ISBN 978-0-307-95973-7.[37]
- 116 Organizations Driving Change. Medium. 2020.[26]
- 384 Ways to Help. Medium. 2020.[31]
- Seeding by Ceding. Medium. 2021.[35]

## Yderligere læsning
- Marshall, John (26. august 2005). "Bezos discusses her debut novel and her love for her husband's laugh". Seattle Post-Intelligencer.
- Miller, Brian (14. september 2005). "Profile: MacKenzie Bezos". Seattle Weekly.

Skabelon:Amazon